# Інтеркосмос

Логотип програми

Інтеркосмос — радянська космічна програма, що дозволила космонавтам і організаціям дружніх для СРСР країн брати участь у космічних дослідженнях.
Учасниками програми були східноєвропейські країни-учасниці Варшавського договору, а також інші соціалістичні країни як Афганістан, Куба, Монгольська Народна Республіка, Народна республіка В'єтнам. Крім того до організації приєднались несоціалістичні країни Індія і Сирія, і навіть Франція, яка була частковим членом НАТО.
Програма почалась у квітні 1967 року запуском безпілотного апарата, перший пілотований політ відбувся у лютому 1978 року. За програмою «Інтеркосмос» 14 іноземних космонавтів здійснили космічні польоти на кораблях Союз з 1978 по 1988 роки. Відповідно до програми Радянський Союз безоплатно надав для космічних досліджень свою техніку — ракети і супутники, на які встановлювалася наукова апаратура, створена вченими і фахівцями держав-учасників.
Штучні супутники Землі, створені для спільних досліджень, так само як і програма, отримали назву «Інтеркосмос». Базову ракету-носій Інтеркосмос для виведення супутників цієї серії створили у Спеціальному конструкторському бюро Південне.
Першим неамериканським і нерадянським громадянином у космосі став Володимир Ремек з Чехословацької Соціалістичної Республіки.

## Пілотовані польоти
| Дата             | Космонавт | Космонавт               | Дублер                      | Країна         | Корабель  | Місія |
| ---------------- | --------- | ----------------------- | --------------------------- | -------------- | --------- | ----- |
| 3 лютого 1978    |           | Владимир Ремек          | Олдржих Пелчак              | Чехословаччина | Союз-28   |       |
| 27 червня 1978   |           | Мирослав Гермашевський  | Зенон Янковський            | Польща         | Союз-30   |       |
| 26 серпня 1978   |           | Зигмунд Єн              | Еберхард Келльнер           | НДР            | Союз-31   |       |
| 10 квітня 1979   |           | Георгій Іванов          | Олександр Александров       | Болгарія       | Союз-33   |       |
| 26 травня 1980   |           | Берталан Фаркаш         | Бела Мадярі                 | Угорщина       | Союз-36   |       |
| 23 липня 1980    |           | Фам Туан                | Буй Тхань Лием              | В'єтнам        | Союз-37   |       |
| 18 вересня 1980  |           | Арнальдо Тамайо Мендес  | Хосе Армандо Лопес Фалькон  | Куба           | Союз-38   |       |
| 23 березня, 1981 |           | Жугдердемідійн Гуррагча | Майдаржавин Ганзоріг        | Монголія       | Союз-39   |       |
| 14 травня 1981   |           | Думітру Прунаріу        | Думітру Дедіу               | Румунія        | Союз-40   |       |
| 24 червня 1982   |           | Жан-Лу Кретьєн          | Патрік Бодрі                | Франція        | Союз Т-6  |       |
| 2 квітня 1984    |           | Ракеш Шарма             | Равиш Мальхотра             | Індія          | Союз Т-11 |       |
| 22 липня 1987    |           | Мухаммед Ахмед Фаріс    | Мунир Хабиб Хабиб           | Сирія          | Союз ТМ-3 |       |
| 6 липня 1988     |           | Олександр Александров   | Красимир Михайлов Стоянов   | Болгарія       | Союз ТМ-5 |       |
| 29 серпня 1988   |           | Абдул Ахад Моманд       | Мохаммад Дауран-Гулам Масум | Афганістан     | Союз ТМ-6 |       |